# John Michell
John Michell, angleški astronom in geolog, * 1724, grofija Nottinghamshire, Anglija, † 21. april 1793, Thornhill, Yorkshire.

## Življenje in delo
Mitchell je študiral na Kolidžu Queens' v Cambridgeu, kjer je leta 1752 prejel naziv magistra filozofije in leta 1761 diplomiral.
Od leta 1762 je bil univerzitetni profesor geologije v Cambridgeu in od leta 1760, kakor Cavendish, član britanske Kraljeve družbe. Leta 1767 je v Tornhillu postal rektor.
Ukvarjal se je z magnetizmom in z računanjem povprečne gostote Zemlje. Leta 1750 je v Cambridgeu objavil delo na dobrih osemdesetih straneh Razprava o umetnih magnetih (A Treatise of Artificial Magnets). Poleg opisa postopka magnetizacije, ki se še vedno imenuje po njem, to delo vsebuje več različnih točnih meritev magnetizma.
Okoli leta 1783 je izumil torzijsko tehnico. Bila je podobna tisti, ki jo je leta 1777 izumil de Coulomb. Z njo je Michell nameraval meriti gravitacijsko konstanto κ, vendar je umrl prej, preden mu je to uspelo. Kasneje je leta 1798 meritve izpeljal Cavendish.
Leta 1760, 5 let po nekem nenadnem in katastrofalnem potresu v Lizboni, ki je skoraj spravil Evropo v paniko, je Michell dal slutiti, da potresi v Zemlji povzročajo valove. Opazoval je pogostnost potresov v neposredni bližini ognjenikov. Domneval je, da potrese povzročajo pritiski plinov, ki nastajajo pri vrenju vode zaradi toplote, ki se sprošča v ognjenikih. Menil je, da lahko pride do potresov tudi pod oceanskim dnom. Takšen naj bi bil tudi lizbonski potres. Nadalje je opazil, da lahko iz časa potresnega sunka izračunamo položaj epicentra potresa. Kasneje je John Milne dosegel, da je bila njegova razlaga splošno sprejeta. Zato je bil Michell upravičeno utemeljitelj seizmologije.
Leta 1794 so v Kraljevi družbi v Londonu v Philosophical Transactions izdali njegovo zanimivo pismo Cavendishu iz leta 1783, v katerem je nakazal nekakšna čudna telesa v Vesolju, v katera bi se, če bi bila le dovolj masivna in gosta kot 500 Sonc, druga telesa zaletavala z večjo hitrostjo od svetlobne. Ali obratno, če bi takšna podivjana krogla sevala, bi se njena svetloba zaradi lastne gravitacije na neki višini obrnila in bi padla nazaj. Mislil je, da bi bilo takih teles precej. To se je takrat zdelo dokaj verjetno, saj so imeli svetlobo za delce, ki imajo maso. Trinajst leta kasneje je Laplace leta 1796 v svojem delu Exposition du Systeme du Monde opisal podobno zamisel. Takšnim, za zunanji svet nevidnim telesom, danes pravimo črne luknje.
Mitchell si je zamislil tudi obstoj dvojnih zvezd.

## Dela
- Opazovanja kometa januarja 1760 v Cambridgeu (Observations On the Comet of January 1760 at Cambridge), Philosophical Transactions (1760),
- Piporočilo Hadleyevega kvadranta za zemljemerstvo (A Recommendation of Hadley's Quadrant for Surveying), ibid. (1765),
- Predlog postopka za merjenje stopinj zemljepisne dolžine z vzporedniki (Proposal of a Method for measuring Degrees of Longitude upon Parallels of the Equator), ibid. (1766),
- Preiskava o možni paralaksi in siju nepomičnih zvezd (An Inquiry into the Probable Parallax and Magnitude of the Fixed Stars), ibid. 1767,
- O svetlikanju nepomičnih zvezd (On the Twinkling of the Fixed Stars), ibid. (1767),
- O načinih odkrivanja oddaljenosti, sija, ipd. nepomičnih zvezd) (On the Means of Discovering the Distance, Magnitude, &c., of the Fixed Stars), ibid. (1784).